# موبایل (فیلم ۲۰۰۴)
موبایل (به انگلیسی: Cellular) یک فیلم اکشن و دلهره‌آور آمریکایی به کارگردانی دیوید آر الیس است که در سال ۲۰۰۴ منتشر شد. در این فیلم کیم بیسینگر، کریس ایوانز، جیسون استاتهام، ویلیام اچ میسی به همراه نوآ امریک، ریچارد بورگی، ولری کروز و جسیکا بیل به ایفای نقش پرداخته‌اند. فیلمنامه توسط کریس مورگان بر اساس داستانی از لری کوئن نوشته شده است.
در این فیلم، یک معلم علوم زن توسط مهاجمان خانه ربوده می‌شود، اما موفق می‌شود به‌طور تصادفی با یک غریبه تماس بگیرد و کمک بخواهد. مرد قبل از اینکه متوجه شود آدم ربایان پلیس‌های کثیفی هستند که برای اداره پلیس لس آنجلس کار می‌کنند، پلیس را در مورد آدم‌ربایی مطلع می‌کند. سپس فیلم مبارزه برای بقا بین چندین شخصیت ناامید را دنبال می‌کند.
این فیلم در ۱۰ سپتامبر ۲۰۰۴ اکران شد. نقدهای متفاوتی از منتقدان دریافت کرد و ۵۷ میلیون دلار فروخت.

## خلاصه داستان
جسیکا مارتین (کیم بسینگر) که به همراه شوهر و پسرش در کالیفرنیا زندگی می‌کند، یک روز که پسر خود را به مدرسه می‌رساند در بازگشت به خانه توسط گروهی از اراذل به رهبری مردی خبیث به اسم گریر (جیسون استاتهام) مورد هجوم قرار گرفته و به محل ناشناخته‌ای انتقال داده شده و در یک اتاق زندانی می‌شود. جسیکا با استفاده از یک تلفن معیوب شماره‌هایی را به صورت اتفاقی می‌گیرد و موفق می‌شود با مرد جوانی به اسم ریان (کریس ایوانز) تماس بگیرد. ریان با شنیدن صدای نالان و مضطرب این زن که در خواست کمک می‌کند قانع می‌شود تا به او کمک کند. جسیکا به ریان می‌گوید که آدم ربایان قصد دارند فرزندش را نیز بدزدند. ریان ابتدا به سراغ پلیس می‌رود اما وقتی اقدام مؤثری از طرف آن‌ها نمی‌بیند تصمیم می‌گیرد خودش دست بکار شده و جسیکا و فرزندش را نجات دهد اما متوجه می‌شود کسانی که جسیکا مارتین را دزدیده‌اند خودشان افسران پلیس هستند…

## بازخوردها
- در وب‌سایت جمع‌آوری نقد راتن تومیتوز از ۱۴۹ منتقد مورد بررسی، نقد میانگین امتیاز ۵٫۷ از ۱۰ است. اجماع منتقدان این سایت می‌گوید: «اگرچه حیله‌گر است و گاهی شبیه یک تبلیغ تلفن همراه سطح بالا است، این فیلم همچنین یک تریلر پرانرژی و پرپیچ و خم است».[۳]
- متاکریتیک، یکی دیگر از مجریان نقد، بر اساس ۲۹ منتقد، به فیلم امتیاز ۶۰ از ۱۰۰ را داد که نشان از «بررسی‌های ترکیبی یا متوسط» دارد.[۴]
- تماشاگران در نظرسنجی سینماسکور به فیلم نمره متوسط «B+» در مقیاس A+ تا F دادند.[۵]
- این فیلم ۳۲ میلیون دلار در ایالات متحده و کانادا و ۲۵٫۷ میلیون دلار در بازارهای بین‌المللی به دست آورد که مجموعاً ۵۷٫۷ میلیون دلار در سراسر جهان است.

### بازسازی‌ها
فیلم بالیوودی سرعت (فیلم ۲۰۰۷) اقتباسی از این فیلم است. در این فیلم زاید خان، سانجی سوری، اورمیلا ماتوندکار، آفتاب شیوداسانی و آشیش چوداری ایفای نقش می‌کنند.
فیلم مالایایی سلام محصول ۲۰۰۷ طرح آدم‌ربایی و تماس تلفنی را به یک شماره تصادفی از این فیلم را ترسیم می‌کند.
در سال ۲۰۰۸، یک بازسازی هنگ کنگی از فیلم با عنوان تماس توسط بنی چان نویسندگی، تهیه‌کنندگی و کارگردانی مشترک ساخته شد. در این فیلم، لویی کو، باربی شو، نیک چونگ و لیو یه ایفای نقش می‌کنند.
در سال ۲۰۰۹، بازسازی فیلم تالیوودی با عنوان ریسک ساخته شد.